# Пунін Микола Миколайович
Микола Миколайович Пунін (рос. Пунин Николай Николаевич, 1888, Гельсінки, Фінляндія — 1953) — російський історик мистецтва, художній критик, мистецтвознавець.

## Біографія
Батько — військовий лікар Гвардейської стрілецької бригади, мати — актриса. В родині було три брати і сестра.
У 1907 р. закінчив Царскосільську гімназію. Навчався в університеті в Петербурзі, де вивчав історію мистецтв під керівництвом професора Д. Айналова. у 1913—1916 рр. працював в журналі «Аполон», через це покинув університет.
У 1913—1934 рр. працівник Російського музею. З 1918 р. комісар при Державному Ермітажі і Державному Російському музеї за підтримки тодішнього наркома освіти (більшовицького міністра) Анатолія Луначарського.
Серед знайомих Пуніна багато художників нового, формалістичного спрямування, серед яких
- Микола Тирса
- Володимир Татлін
- Лев Бруні
- Володимир Лебедєв
- Казимир Малевич

15 років перебував у фактичному шлюбі з Анною Ахматовою.
Арештовувався Радянською владою в 1921 і в 1930-ті рр. Завдяки втручанню Анни Ахматової і Б. Л. Пастернака був тимчасово звільнений з ув'язнення.
З 1934 р. вимушено звільнений з музею за непролетарське походження.
Був заступником директора Ленінградського Державного Інституту Художньої Культури (російською — ГИНХУК), потім — професором Ленінградського державного університету.
Знов арештований у 1949 р. Помер у концтаборі (Воркута). Реабілітований посмертно.

## Друковані твори
- Пунін Н. Н. "Японская гравюра ", 1915 (рос)
- Пунін Н. Н. «Андрей Рублёв», 1916 (рос)
- Пунін Н. Н. «Татлин», 1921 (рос)
- Пунін Н. Н. «Современное искусство», 1920 (цыкл лекций, рос.)
- Пунін Н. Н. «Новейшие течения в русском искусстве»,1928
- Пунін Н. Н. учебник по истории западноевропейского искусства, 1940,(рос)
- Пунін Н. Н. «Мир светел любовью: дневники, письма», М, 2000 (рос)